# سیارک ۲۶۲۷
سیارک ۲۶۲۷ (به انگلیسی: 2627 Churyumov، نامگذاری:1978PP3) دو هزار و ششصد و بیست و هفتمین سیارک کشف شده‌است که در ۸ اوت ۱۹۷۸ کشف شد.
قدر مطلق سیارک برابر ۱۲٫۰۰ است.